# スペイン行進曲

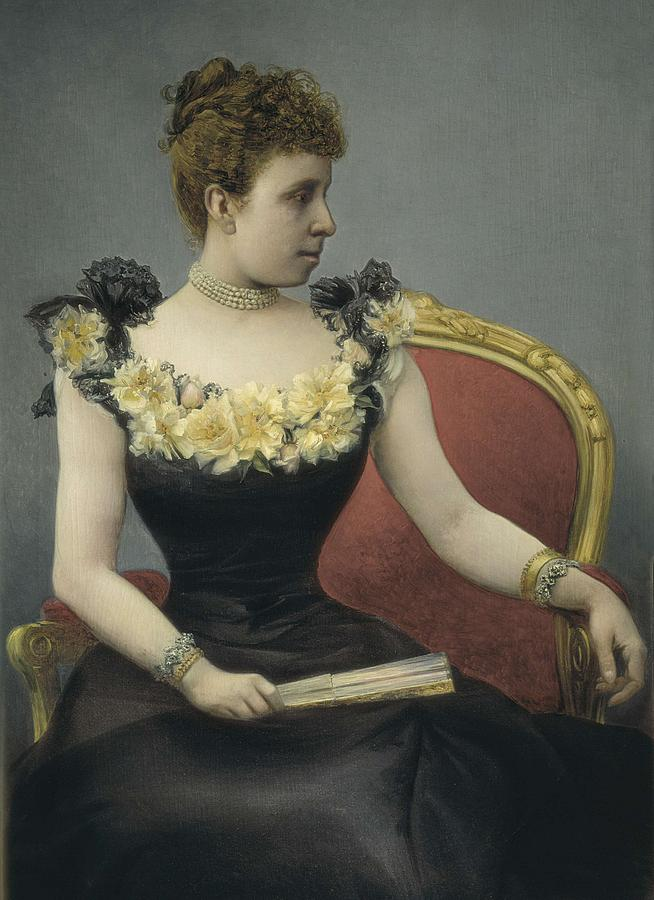
献呈先のスペイン皇太后マリア・クリスティナ

『スペイン行進曲』（スペインこうしんきょく、ドイツ語: Spanischer Marsch）作品433は、ヨハン・シュトラウス2世が作曲した行進曲。楽器にはカスタネットなどが用いられている。

## 概要
1888年に作曲され、シュトラウス2世はオーストリアとスペインの外交の一助としてこの行進曲をスペインの摂政皇太后マリア・クリスティナに献呈した。初演は同年の10月21日に、ウィーン楽友協会のホールで行われ、成功を収めた。
明るく堂々としたファンファーレで始まるドラマティックな長い行進曲で、かなり入念に書かれている。メロディはいかにもスペイン的であるが、これら全てシュトラウス2世のオリジナルである。
ウィーンフィル・ニューイヤーコンサートでもしばしば演奏される。